# Oststadt-Stadion
Das Oststadt-Stadion oder auch Oststadtstadion ist ein Fußballstadion im Stadtteil Bothfeld der niedersächsischen Landeshauptstadt Hannover. Es ist die Heimspielstätte des Fußballvereins OSV Hannover.

## Geschichte
Das Stadion wurde im Jahr 1955 ursprünglich als Spielplatz des OSV Hannover eingeweiht. Gut eineinhalb Jahrzehnte später wurde die Anlage 1971 Teil der damals neuen Bezirkssportanlage Bothfeld; in der Folge wurde das Fassungsvermögen des Stadions auf rund 8.000 Zuschauerplätze erweitert.
1972 wurde eine hölzerne Tribüne für Stehplätze aufgestellt, die zuvor im Stadion Rote Erde in Dortmund stand.
Die Holztribüne diente zuvor als Hilfstribüne im Stadion Rote Erde in Dortmund. Nach der Eröffnung des Westfalenstadions im Jahr 1974 wurde sie dort nicht mehr benötigt und wurde im Oststadtstadion wieder aufgebaut, während das zugehörige Dach im Rudolf-Kalweit-Stadion des SV Arminia Hannover installiert wurde. Die Tribüne bietet 450 Sitzplätze. Im März 2010 wurde die Tribüne durch einen Brand schwer beschädigt, wobei ein Sachschaden von etwa 200.000 € entstand. Nach der Neuerrichtung des Daches und einiger Tribünenteile wurde bereits im Juli 2010 die Wiedereröffnung des Stadions gefeiert; zu diesem Anlass trat der VfL Wolfsburg gegen den OSV Hannover an. 2023 wurde die Holztribüne wegen Einsturzgefahr gesperrt. Da sie einem Gutachten zufolge weder gebrauchs- noch sanierungsfähig war, wurde sie noch 2023 abgerissen. Das Dach, auf dem sich eine Solaranlage befindet, wurde erhalten.
2015 war das Stadion ein Austragungsort der Eurodeaf, der Fußball-Europameisterschaft der Gehörlosen.